# Tabulatura Jana z Lublina
Tabulatura Jana z Lublina – przypisywany Janowi z Lublina rękopis opatrzony tytułem Tabulatura Ioannis de Lyublin canonic: regularium de Crasnyc 1540, znajdujący się w zbiorach Polskiej Akademii Nauk w Krakowie pod sygnaturą PL-Kp 1716. Licząca 260 kart księga powstawała najprawdopodobniej w l. 1537-1548 w Krakowie i Kraśniku.
Zawiera: otwierający zbiór traktat dotyczący technik kompozytorskich opatrzony przykładami muzycznymi, 234 różnych utworów i 250 krótkich toni, klauzul, konkordancji oraz motywów ascensus i descensus, a także kończący ją traktat dotyczący strojenia organów. Teksty spisane są w języku łacińskim, a zawartość muzyczna sporządzona jest w organowym systemie staroniemieckim.
Wśród autorów kompozycji znajdujemy takie nazwiska jak: Claudin de Sermisy, Nicolas Gombert, Costanzo Festa, Sebastiano Festa, Heinrich Finck, Clément Jannequin, Josquin des Prés, Ludwig Senfl, Bartolomeo Tromboncino, Philippe Verdelot oraz twórców polskich – Mikołaja z Chrzanowa i Mikołaja z Krakowa. Wiele kompozycji pozostaje anonimowych.
Najliczniej reprezentowane są opracowania utworów religijnych, ale szczególnie cenna jest kolekcja muzyki świeckiej (madrygały, pieśni i tańce). Tabulatura zawiera również kompozycje czysto instrumentalne – preambula. Jest to najobszerniejsza XVI-wieczna tabulatura organowa w Europie.